# Вукосава Донева-Варколі
Вукосава Донева-Варколі (*22 лютого 1935, Струмиця, Королівство Югославія — 7 червня 2016, Сідней, Австралія) — югославська та македонська акторка.

## Вибіркова фільмографія
- Македонське криваве весілля (1967)
- Часи без війни (1969)